# Рамон Сабало
Рамон Де Сабало Зубијаур (Саут Шилдс, 10. јун 1910 — Виладеканс, 2. јануар 1967)  био је шпански фудбалер британског порекла који је играо за Барселону у Шпанији и Париз у Француској. Представљао је Шпанију на Светском првенству у фудбалу 1934.

## Биографија
Рамон де Сабало је рођен у Саут Шилдсу, Енглеска, Уједињено Краљевство 1910. Године 1928. придружио се фудбалском клубу Барселона где је одиграо 236 утакмица и постао изузетан десни бек, којег стручњаци сматрају једним од најбољих пре Шпанског грађанског рата. Његова прва лигашка утакмица са Барсом била је против Аренас де Гечо 9. фебруара 1930. у победи Барсе од 3 : 1. Током грађанског рата, отишао је у егзил у Француску где је одиграо велику улогу у Расингу из Париза, освојивши Куп Француске. Године 1944. вратио се у Барсу где је одиграо још једну сезону пре него што се повукао из фудбала.
Рамон де Забало је умро 1967. у Виладекансу.

## Репрезентација
За фудбалску репрезентацију Шпаније играо је једанаест пута, играјући и на светском првенству 1934. у Италији, где је играо меч против домаћина. Последњу утакмицу за Шпанију одиграо је у мају 1936, против Швајцарске у Берну.

## Трофеји

### Барселона
- Ла Лига : 1944-45
- Копа де Оро (Copa de Oro) "Аргентина" : 1945
- Куп Каталоније : 1930, 1931, 1932, 1935, 1936.

### Расинг Париз
- Куп Француске : 1939-40.